# 36. Infanterie-Brigade (Deutsches Kaiserreich)
Die 36. Infanterie-Brigade war ein Großverband der Preußischen Armee.

## Geschichte
Die 36. Infanterie-Brigade wurde nach dem Deutschen Krieg am 11. Oktober 1866 in Rendsburg aufgestellt und hatte dort bis zum Ende des Ersten Weltkrieges ihren Standort.
Sie war Teil der 18. Division, die dem IX. Armee-Korps mit Sitz in Schleswig zugeordnet war.

### Gliederung
- 1867

Regimenter des Bundes-Contingents
- 1868 bis 1869

Grenadier-Regiment „König Friedrich III.“ (2. Schlesisches) Nr. 11, Infanterie-Regiment „Herzog von Holstein“ (Holsteinisches) Nr. 85, Holsteinisches Landwehr-Regiment Nr. 85, Reserve-Landwehr-Bataillon (Altona) Nr. 86
- 1871 bis 1889

Infanterie-Regiment „Graf Bose“ (1. Thüringisches) Nr. 31, Holsteinisches Infanterie-Regiment Nr. 85, Holsteinisches Landwehr-Regiment Nr. 85, Reserve-Landwehr-Bataillon (Altona) Nr. 86
- 1889 bis 1914

Wie vor, ohne Landwehr-Einheiten
- Kriegsgliederung bei Mobilmachung im August 1914

Wie vor, zusätzlich 3. Eskadron/2. Hannoversches Dragoner-Regiment Nr. 16
- Kriegsgliederung vom 8. März 1918

Wie vor, zusätzlich Füsilier-Regiment „Königin“ (Schleswig-Holsteinisches) Nr. 86 und MG-Scharfschützen-Abteilung Nr. 48

### Deutsch-Französischer Krieg 1870/1871
Im Deutsch-Französischen Krieg war die Brigade
an den Schlachten von Gravelotte, Bellevue Orléans, Schlacht bei Mars-la-Tour sowie an der Belagerung von Metz beteiligt.

### Erster Weltkrieg
Mit der Mobilmachung im August 1914 musste die Brigade das Brigade Ersatz Bataillon 36 aufstellen und wurde im Verband der 18. Division ausschließlich an der Westfront eingesetzt.
Zu den Kampfhandlungen, Gefechten und Schlachten siehe Kampfgeschehen der 18. Division.

### Brigadekommandeure
| Name                                                             | Datum                                  |
| ---------------------------------------------------------------- | -------------------------------------- |
| Albert von der Osten                                             | 11. Oktober 1866 bis 10. Oktober 1869  |
| Ferdinand von Below                                              | 18. Juni 1869 bis 20. Oktober 1870     |
| Oskar Mortimer Beyer von Karger                                  | 21. Oktober 1870 bis 10. Juni 1872     |
| Wilhelm Karl Theodor Jobst von Boecking                          | 11. Juni 1872 bis 14. September 1874   |
| Heinrich von Rosenzweig                                          | 15. September 1874 bis 8. Oktober 1880 |
| Arwed von Fischer                                                | 9. Oktober 1880 bis 11. März 1881      |
| Heinrich Ludwig Johannes Bechstatt                               | 12. März 1881 bis 2. August 1883       |
| Karl von Aweyden                                                 | 3. August 1883 bis 13. April 1887      |
| Karl Heinrich Hans Wenzel von Prittwitz und Gaffron (Vertretung) | 14. April 1887 bis 15. Juli 1887       |
| Fritz von Pappritz                                               | 16. Juli 1887 bis 21. März 1889        |
| Viktor von Loßberg                                               | 22. März 1889 bis 14. Dezember 1890    |
| Heinrich Harnickell                                              | 15. Dezember 1890 bis 24. März 1893    |
| Friedrich Otto Quintus von Heimburg                              | 25. März 1893 bis 12. Mai 1895         |
| Adolf Lölhöffel von Löwensprung                                  | 13. Mai 1895 bis 25. April 1897        |
| Friedrich von Bock und Polach                                    | 26. April 1897 bis 8. April 1901       |
| Hugo von Collani                                                 | 9. April 1901 bis 21. April 1904       |
| Maximilian von Engelbrechten                                     | 22. April 1904 bis 21. März 1907       |
| Siegfried von Hinkeldey                                          | 22. März 1907 bis 24. Februar 1909     |
| Otto von Ramdohr                                                 | 25. Februar 1909 bis 8. August 1910    |
| Wilhelm von Worgitzky                                            | 9. August 1910 bis 30. September 1912  |
| Max von Troschke                                                 | 1. Oktober 1912 bis 24. Januar 1915    |
| Wilhelm von Beczwarzowski                                        | 25. Januar 1915 bis 17. Juli 1915      |
| Maximilian von Suter                                             | 18. Juli 1915 bis 3. Januar 1917       |
| August Jones                                                     | 4. Januar 1917 bis Kriegsende          |